# Robert Sidney (4e comte de Leicester)
Robert Sidney, 4e comte de Leicester (1649 – 11 novembre 1702) est le fils de Philip Sidney (3e comte de Leicester) et de Catherine Cecil

## Biographie
Enfant, Robert Sidney et sa sœur Dorothy font peindre leur portrait par Peter Lely. Il est à St John the Baptist, Penshurst.

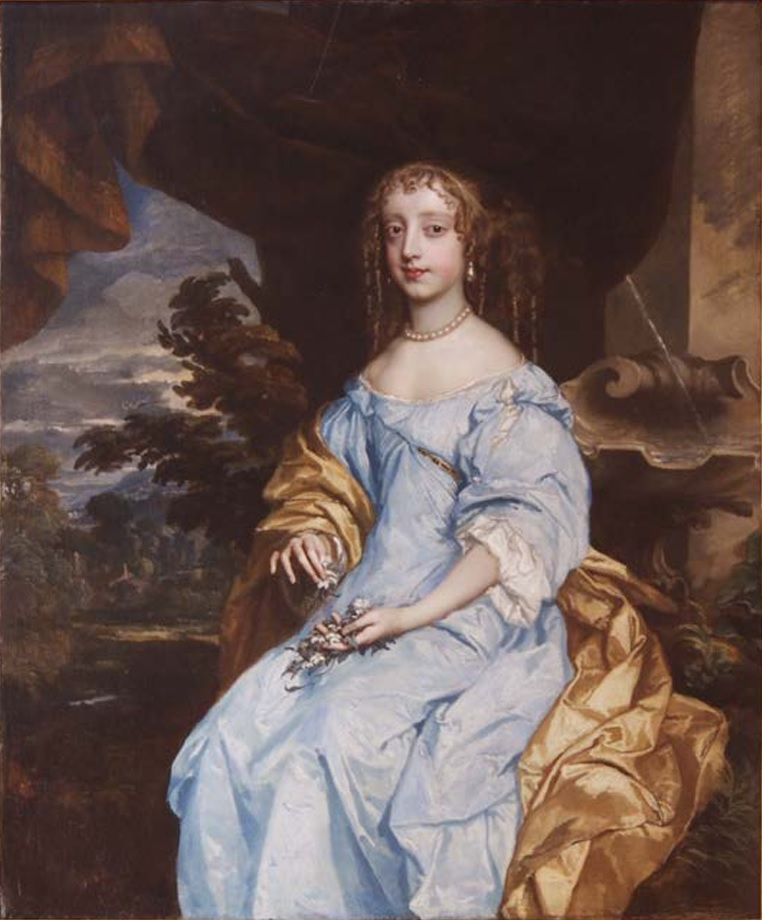
Elizabeth, comtesse de Leicester, par Peter Lely

Il succède à son père comme comte en 1698. Il épouse Elizabeth Egerton, fille de John Egerton (2e comte de Bridgewater), et ils ont quatre fils:
- Philip Sidney, 5e comte de Leicester (1676–1705)
- John Sidney (6e comte de Leicester) (1680-1737)
- Thomas Sidney (1681 - 27 janvier 1729)
- Jocelyn Sidney (7e comte de Leicester) (1682-1743)

Trois de ses fils succèdent à leur père dans le comté. Le plus jeune fils, Jocelyn, est le dernier comte de cette création.
Le mémorial de Sidney peut être vu à Penshurst .